# Takao Oishi
Takao Oishi (født 25. maj 1964) er en tidligere japansk fodboldspiller.
Han har spillet for flere forskellige klubber i sin karriere, herunder Júbilo Iwata.